# Amos Kipruto
Amos Kipruto (16 settembre 1992) è un maratoneta keniota, vincitore della medaglia di bronzo ai mondiali di Doha 2019.
Nel 2016 ha vinto la Maratona di Roma.

## Palmarès
| Anno | Manifestazione  | Sede  | Evento   | Risultato | Prestazione | Note |
| ---- | --------------- | ----- | -------- | --------- | ----------- | ---- |
| 2019 | Mondiali        | Doha  | Maratona | Bronzo    | 2h10'51"    |      |
| 2021 | Giochi olimpici | Tokyo | Maratona | dnf       | dnf         |      |

## Altre competizioni internazionali
2013
- 8º alla Maratona di Shenzhen ( Shenzhen) - 2h17'19"

2016
- 13º alla Maratona di Amsterdam ( Amsterdam) - 2h09'08"
- Oro alla Maratona di Roma ( Roma) - 2h08'12"
- Argento alla Mezza maratona di Parigi ( Parigi) - 1h01'09"

2017
- 5º alla Maratona di Amsterdam ( Amsterdam) - 2h05'43"
- Oro alla Maratona di Seul ( Seul) - 2h05'54"

2018
- Argento alla Maratona di Berlino ( Berlino) - 2h06'23"
- Bronzo alla Maratona di Tokyo ( Tokyo) - 2h06'33"

2019
- 4º alla Maratona di Praga ( Praga) - 2h06'46"
- Bronzo alla BOclassic ( Bolzano) - 28'37"
- Argento al Memorial Peppe Greco ( Scicli) - 29'45"

2020
- 18º alla Maratona di Tokyo ( Tokyo) - 2h08'00"
- 4º alla Maratona di Valencia ( Valencia) - 2h03'30"

2022
- Argento alla Maratona di Tokyo ( Tokyo) - 2h03'13"
- Oro alla Maratona di Londra ( Londra) - 2h04'39"

2023
- 7º alla Maratona di Berlino ( Berlino) - 2h04'49"

2024
- Bronzo alla Maratona di Chicago ( Chicago) - 2h04'50"